# Культура у Черкасах

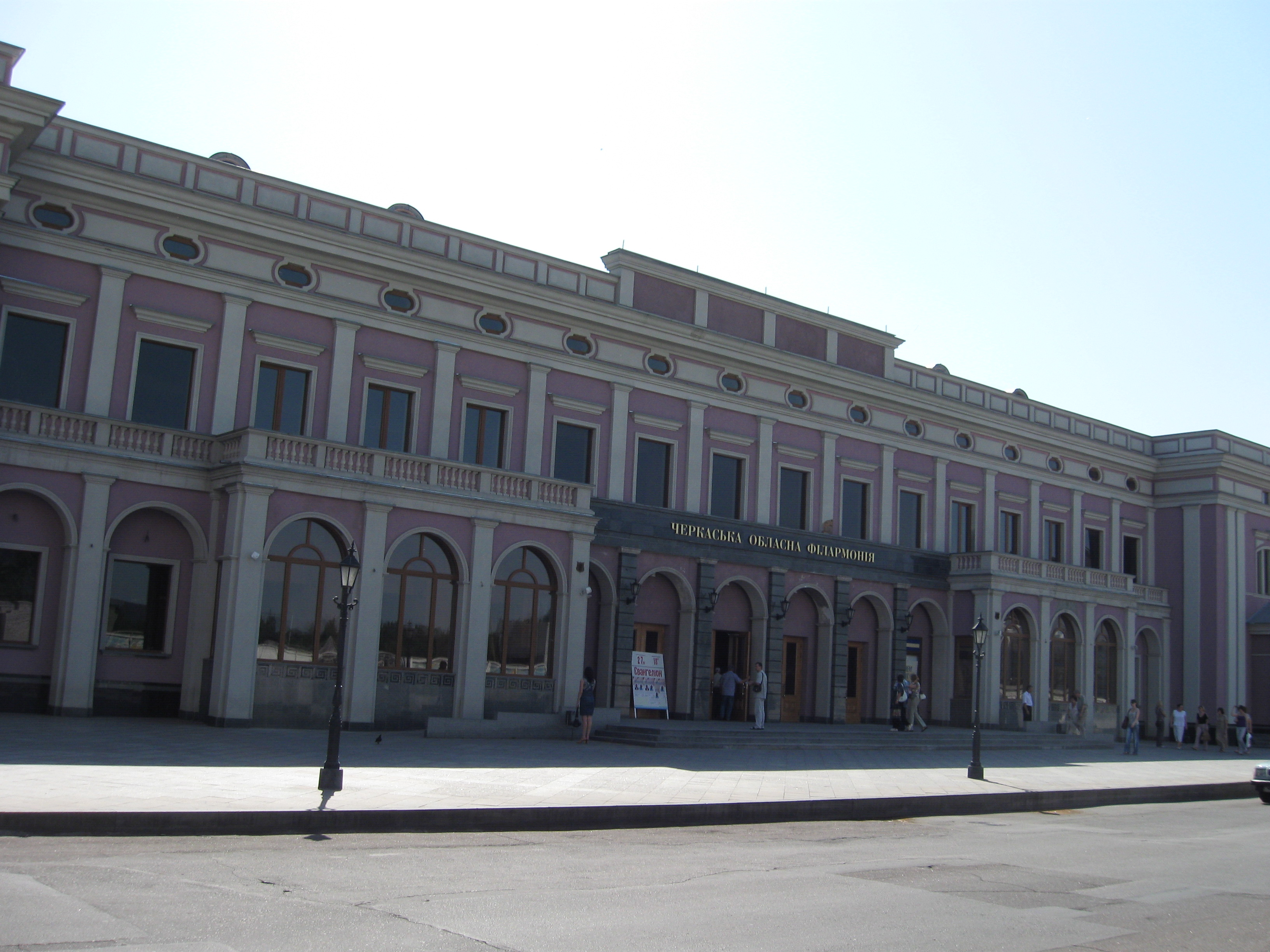
Черкаська обласна філармонія

Черкаси — важливий культурний центр України. У місті діє широка мережа установ культури і мистецтва. Це Черкаський академічний обласний український музично-драматичний театр імені Т. Г. Шевченка, Черкаський академічний театр ляльок, Черкаська обласна філармонія, Черкаське музичне училище імені Семена Гулака-Артемовського, школи естетичного виховання, Будинки культури і клуби, 12 культових закладів (церкви і молитовні будинки), 115 масових бібліотек, державні музеї: Черкаський обласний краєзнавчий музей, Музей «Кобзаря» Т. Г. Шевченка, Черкаський художній музей, Черкаський літературно-меморіальний музей Василя Симоненка — філіал обласного краєзнавчого музею, та 20 музеїв і музейних закладів на громадських засадах.
У місті діють позашкільні заклади: центр дитячої та юнацької творчості, 10 дитячих спортивних шкіл, станція юних туристів, стадіон на 18 тис. місць, а також спорткомплекси ВО «Азот», «Будівельник», НВК «Фотоприлад» та міський зоопарк. У місті виходить 56 обласних газет і журналів.
Черкаси — батьківщина письменників: О. Г. Лебеденка, Леся Гоміна (О. Д. Королевича), поетів Май-Дніпровича (Д.Майбороди), І. Я. Золоторевського, перекладача і прозаїка В. М. Хижняка, художника-графіка В. Д. Замирайла, народної артистки України Л. Д. Лобанової. В 1957—1963 роках тут жив український поет В. А. Симоненко.

## Музеї

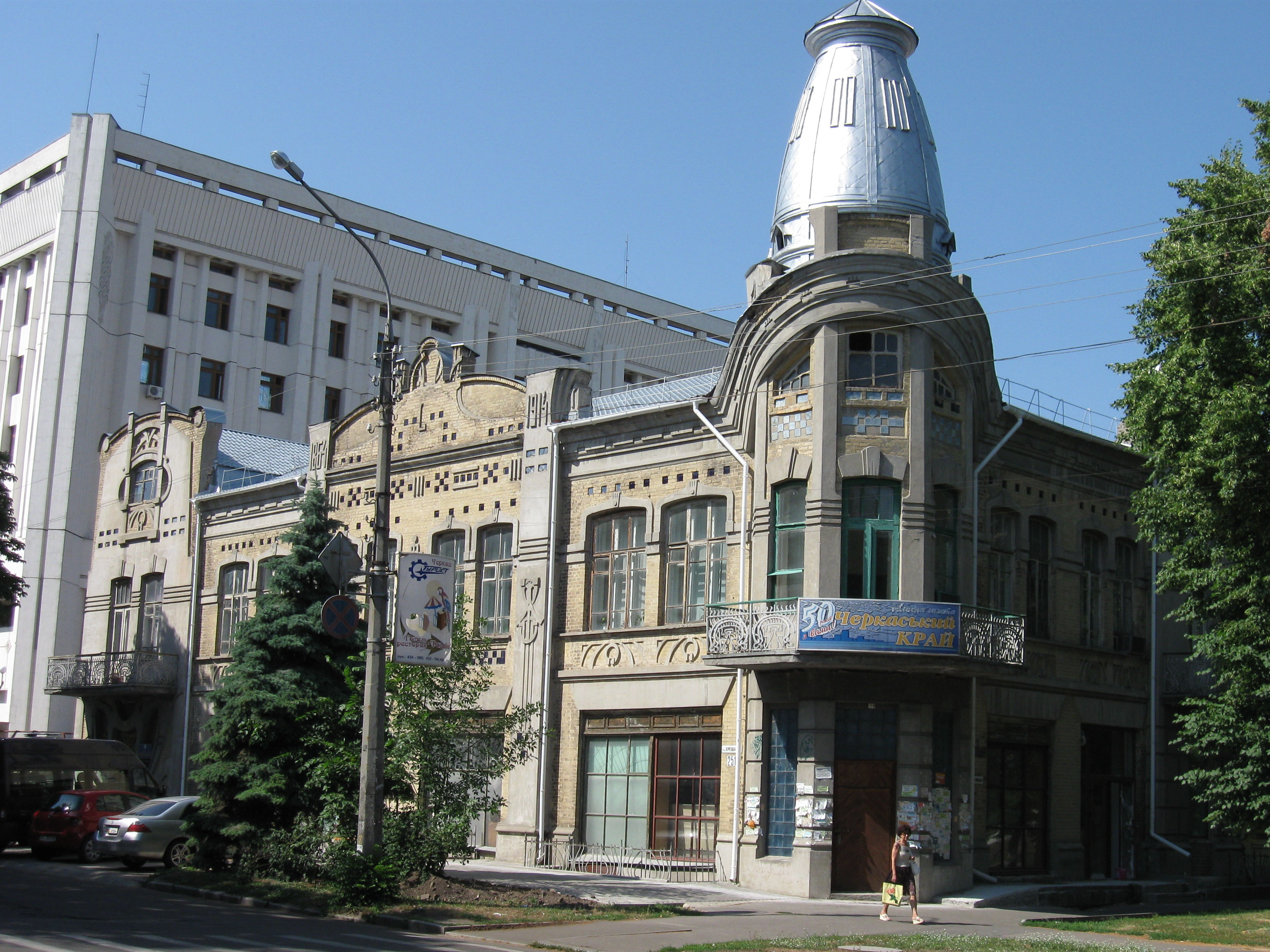
Музей Василя Симоненка

- Черкаський обласний краєзнавчий музей збудовано за індивідуальним проектом у 1985 році. Автори проекту удостоєні Шевченківської премії. За експозиційно-виставочною площею (2904 кв.м.) є одним з найбільших музеїв України. В колекціях музею нараховується понад 80 тис. предметів музейного значення. Окрасою музейного зібрання є археологічні знахідки, реліквії козацької доби, предмети культу і побуту населення краю. Адреса: вул. Слави, 1.
- Музей «Кобзаря» Т. Г. Шевченка. Адреса: вул. Байди-Вишневецького, 37. Присвячений збірці «Кобзар» Тараса Шевченка. Знаходиться в будинку братів Цибульських і містить чимало раритетних видань цієї книги. Його часто називають єдиним у світі музеєм однієї книги[1].
- Черкаський художній музей. Адреса: вул. Хрещатик 259. Художній музей був створений у 1991 році, і є одним з наймолодших у порівнянні з іншими обласними центрами держави. Спочатку заклад діяв як відділ Черкаського обласного краєзнавчого музею, згодом — як філіал.
- Черкаський літературно-меморіальний музей Василя Симоненка. Адреса: вул. Хрещатик 251. Музейна кімната «Робочий кабінет Василя Симоненка», присвячена життю і творчості українського поета Василя Андрійовича Симоненка, в приміщенні редакції газети «Черкаський край», де він працював.
- Аптека-музей «Крещатикъ». Адреса: бул. Шевченка 163. Приватний музей, який розташовується в будівлі колишньої, дореволюційної, та сучасної аптеки.
- Музей історії заводу ВО «Темп». Адреса: вул. Юрія Іллєнка, 27
- Музей історії ВО «Азот», вул. Першотравнева, 72
- Музей Черкаської геологорозвідувальної експедиції, вул. Чкалова,
- Музей історії фабрики імені Лесі Українки , вул. Одеська, 16/1
- Музей дерев'яної скульптури Михайла Ширінкіна, Парк 30-річчя Перемоги. Експонатами музею стали близько сотні різноманітних образів (людей, птахів, тварин тощо), автор яких — черкаський скульптор Михайло Ширінкін[2].
- Творча майстерня Тамари Гордової. Адреса: вул. Сумгаїтська, 69, к.53
- Художня галерея «Арт-стінка» , бульв. Шевченка, 145

## Театри
Мистецька палітра Черкас багата на таланти. До числа їх можна віднести мистецькі колективи Черкаської обласної філармонії: Черкаський державний заслужений український народний хор, Черкаський малий симфонічний оркестр, Ансамбль народної музики "Росава", тріо бандуристок «Вербена» в складі народних артисток України Лідії Зайнчківської, Людмили Ларікової, Ольги Калини, соліст філармонії заслужений артист України Володимир Чорнодуб, камерний оркестр управління культури.
Широкий різножанровий спектр шедеврів світового та національного мистецтва знаходить своє відображення у творчості Обласного музично-драматичного театру ім. Т. Г. Шевченка, який включив до діючого репертуару 28 вистав, з них 9 вистав для дітей. Гарно сприймаються глядачами вистави української класики:
- «Суєта» І. Карпенка-Карого
- «Кайдашева сім'я» І. Нечуя-Левицького
- «Сорочинський ярмарок», «За двома зайцями» М. Старицького
- «Сватання на Гончарівці» І. Квітки-Основ'яненка
- «Лісова пісня» Лесі Українки.

Поряд з цими виставами користуються популярністю такі автори, як
- Г. Горін «Поминальна молитва», «Чума обом домівкам вашим»,
- Л. Разумовська «Французькі пристрасті на підмосковній дачі»,
- Ж. Мольєр «Витівки Скапена».

Великим успіхом користуються вистави Обласного театру ляльок. Діючий репертуар театру є широким і різноманітним. Протягом року театр дає близько 450 вистав, які відвідують понад 45 тис. глядачів.
Черкаський обласний центр народної творчості здійснює організаційно-методичне керівництво діяльністю клубних установ області щодо культурного обслуговування населення, розвитку його творчих здібностей. ОЦНТ бере діяльну участь в організації й проведенні всеукраїнських та обласних ультурно-мистецьких заходів: фестивалів, свят, конкурсів, оглядів та інших культурно-мистецьких акцій, які сприяють збереженню й розвитку української національної культури, організації дозвілля населення.

### Перелік театрів та митецьких центрів
- Черкаський академічний обласний український музично-драматичний театр імені Т. Г. Шевченка. Адреса: бул. Шевченка, 234
- Черкаський академічний театр ляльок. Адреса: вул. Леніна, 4
- Черкаська обласна філармонія
- Черкаське музичне училище імені Семена Гулака-Артемовського. Адреса: вул. Б. Вишневецького, 6
- Черкаський обласний центр народної творчості

### Кінотеатри
У місті працює три кінотеатри:
- Мультиплекс у ТРЦ «Дніпро Плаза»
- Мультиплекс у ТРЦ Lubava, бул. Шевченка,208/1
- Україна, вул. Смілянська, 21

## Бібліотеки

### Бібліотечна система міста Черкаси
- Черкаська міська централізована бібліотечна система (14 бібліотек), вул. Хрещатик,200
- Центральна бібліотека для дітей, бул. Шевченка,390
- Бібліотека для дітей, філіал № 1, вул. Чорновола,114/3 кв.33
- Бібліотека для дітей, філіал № 2, вул. Сумгаїтська,24/1
- Бібліотека для дітей, філіал № 3, вул. Пацаєва,8
- Бібліотека для дітей, філіал № 4, вул. Тараскова,6
- Бібліотека для дорослих, філіал № 1, вул. Чорновола,259
- Бібліотека для дорослих, філіал № 2, вул. Чорновола,142 а
- Бібліотека для дорослих, філіал № 3, вул. Смілянська, 97/1
- Бібліотека для дорослих, філіал № 4, вул. Гоголя,555
- Бібліотека для дорослих, філіал № 5, вул. Героїв Дніпра,53
- Бібліотека для дорослих, філіал № 6, вул. Чіковані,32/2
- Бібліотека для дорослих, філіал № 7, вул. Пацаєва,20
- Бібліотека для дорослих, філіал № 8, вул.30 років Перемоги,24

### Бібліотеки обласного підпорядкування в м. Черкаси
- Черкаська обласна універсальна наукова бібліотека ім. Тараса Шевченка (вул. Б.Вишневецького, 8) є єдиною в області науковою бібліотечною установою, обласним краєзнавчим депозитарієм, методичним центром для бібліотек усіх відомств, центральним книгосховищем. Бібліотека обслуговує майже 42 тис. читачів. Фонд її універсальний, нараховує понад 2 млн творів друку. Має багатий вибір краєзнавчої літератури, фонотеку класичної і сучасної музики.
- Черкаська обласна бібліотека для юнацтва ім. Василя Симоненка (вул. Ільїна, 285) організовує й здійснює бібліотечне обслуговування молоді віком від 15 до 21 року. Має хороше, сучасне приміщення. Кількість читачів бібліотеки — майже 17 тис. Книжковий фонд нараховує близько 150 тис. примірників літератури. Це література з суспільних та природничих наук, технічна та сільськогосподарська, літературознавча й мовознавча, художня, книги з питань мистецтва.
- Черкаська обласна бібліотека для дітей ім. Олега Кошового (вул. Кірова, 24) зосереджує увагу на реалізації своєї основної функції — засобами книги сприяти вихованню в юних читачів високих моральних якостей. Всебічно задовольняти їхні інтереси. Допомагати у вивченні матеріалів за шкільними програмами. Послугами бібліотеки користується майже 26 тис. читачів, її фонди налічують понад 310 тис. примірників літератури.